# Christoph Baumer

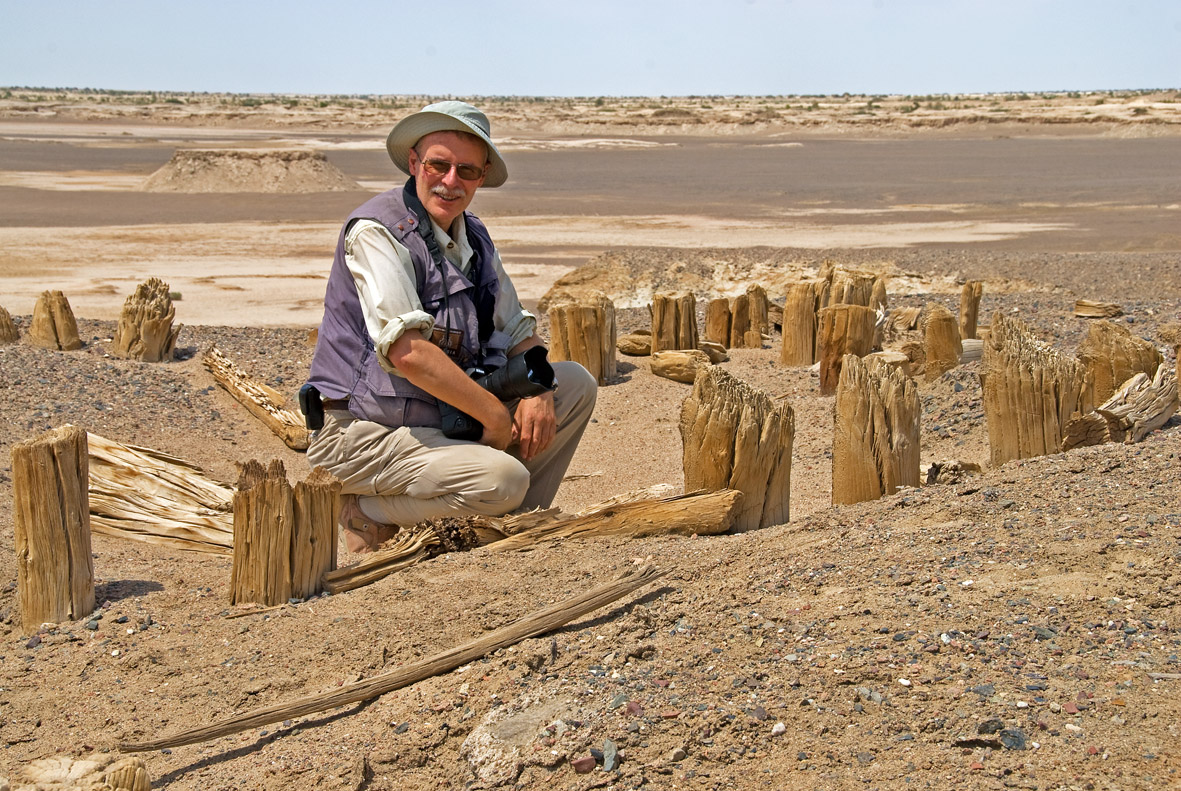
Christoph Baumer vor bronzezeitlicher Grabstätte, Gumugo 2009

Christoph Baumer (* 23. Juni 1952) ist ein Schweizer Kulturforscher. Seit 1984 hat er Feldforschungen in Zentralasien, China, Tibet und im Kaukasus durchgeführt, deren Ergebnisse in zahlreichen Büchern, wissenschaftlichen Publikationen, Fernseh- und Radiosendungen veröffentlicht wurden.

## Leben
Baumer wuchs im Schweizer Kanton Thurgau auf. Sein Vater war Geschäftsmann, seine Mutter war Kriegskorrespondentin für die nationale französische Presseagentur und berichtete vom Finnisch-Russischen Krieg im Winter 1939–1940. Der berühmte Asienforscher Sven Hedin ermöglichte ihre Rückkehr aus Skandinavien in das besetzte Belgien, damals ihre Heimat. Schon als Jugendlicher war Baumer von den Reiseberichten Hedins fasziniert, und diese legten wahrscheinlich den Grundstein für seine spätere Entwicklung. Nach seiner Promotion an der Universität Zürich arbeitete er zunächst in der Wirtschaft, woraufhin er sich als freier Autor und Fotograf mit Schwerpunkt auf die Kulturgeschichte Zentralasiens und des Kaukasus selbständig machte. Seine Bücher sind in fünf Sprachen erschienen.
Christoph Baumer ist Initiator und Gründungsmitglied, zusammen mit Therese Weber, sowie Präsident der archäologischen Gesellschaft zur Erforschung EurAsiens. Die Gesellschaft leistet wissenschaftliche Beiträge zur Erforschung der Kulturen Eurasiens. Sie fördert die archäologische Feldforschung in 6 bis 8 Ländern und den wissenschaftlichen Austausch von Ideen und Erfahrungen durch Publikationen und internationale Konferenzen. Im Jahr 2015 erhielt er von der Royal Society for Asian Affairs, London, die Sir Percy Sykes Memorial Medaille «in Anerkennung seines herausragenden Beitrags zur Kenntnis der Kulturgeschichte Zentralasiens». Baumer ist Senior Research Fellow der Akademie der Wissenschaften Kasachstans und Mitglied des Explorers Club New York, der Royal Geographic Society, der Royal Asiatic Society und der Royal Society for Asian Affairs, London.

## Forschung in der Taklamakan-Wüste
Im Jahr 1994 leitete Baumer die erste schweizerisch-chinesische Taklamakan-Expedition und erreichte als erster Westler seit den 1930er Jahren die antiken Oasen Niya und Loulan.
Die Zweite Internationale Taklamakan-Expedition folgte 1998. Christoph Baumer war der erste Besucher der antiken Ruinenstadt Dandan Oilik seit Emil Trinkler und Walter Bosshard im Jahr 1928. Ergebnisse dieser Expedition waren unter anderem die Wiederentdeckung und Ausgrabung unbekannter Ruinen in Dandan Oilik und buddhistischer Wandmalereien aus der Mitte des 8. Jahrhunderts n. Chr.; die Entdeckung eines Papierdokuments aus dem 7./8. Jahrhundert in khotanesischer Sprache und Brahmi-Schrift; in der Ruinenstadt Endere die Entdeckung einer sehr seltenen Steininschrift in Kharoshthi aus dem 3. Jahrhundert n. Chr. und die Wiederentdeckung einer tibetischen Inschrift aus dem Jahr 790. Aus dieser Expedition ging die ZDF-Dokumentation «Das Land ohne Wiederkehr» hervor.
2003 führte Baumer in Zusammenarbeit mit dem Archäologischen Institut von Ürümqi, Xinjiang, und einem Vertreter der University of London die dritte Internationale Taklamakan-Expedition durch, bei der er nördlich von Qarqan Funde aus der Jungsteinzeit (4.–3. Jahrtausend v. Chr.) machte.
Im Jahr 2007 leitete er die vierte Taklamakan-Expedition in teilweise unerforschte Gebiete der Lop-Nor-Wüste. Dort entdeckte er unter anderem eine bisher unbekannte Siedlung aus der Zeit von etwa 100 v. Chr. bis 400 n. Chr.

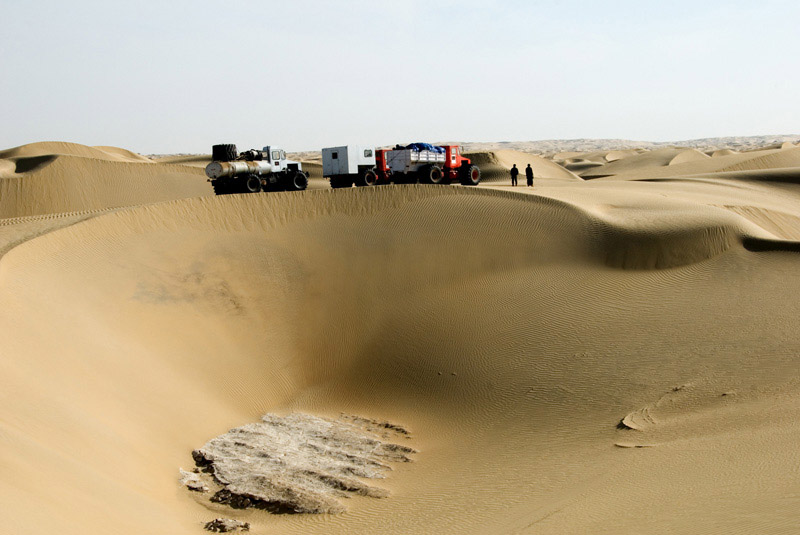
In der Wüste Lop Nor, 2007

Im Jahr 2009 leitete er seine fünfte Taklamakan-Expedition in das ehemalige, seit zwei Jahrtausenden unerforschte Delta des Flusses Keriya im Zentrum der Wüste und entdeckte zwei unbekannte Friedhöfe: Satma Mazar (Eisenzeit) und Ayala Mazar (Bronzezeit).

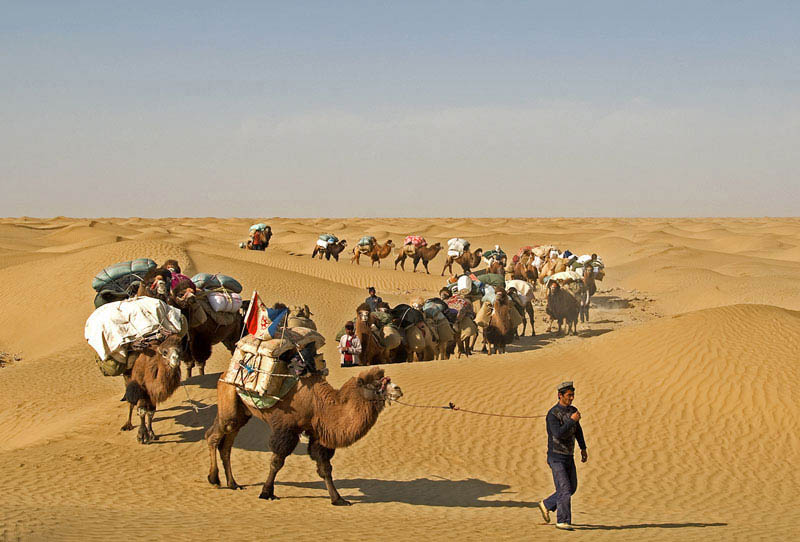
Christoph Baumers Expedition im einstigen Delta des Flusses Keriya, 2009

## Andere Erforschungen
Weitere Expeditionen führten Baumer 1996 nach Südtibet, wo er im ehemaligen Kloster Serkar Guthok vergessene Wandmalereien aus dem 13. Jahrhundert wiederentdeckte; und 1997 erneut nach Südtibet, wo er im Kloster Pa-Lha-Puk die ältesten erhaltenen Wandmalereien der Bön-Religion aus dem frühen 15. Jahrhundert entdeckte.
In den Jahren 2000 bis 2005 erforschte und dokumentierte er die meisten relevanten Kulturdenkmäler der Assyrischen Kirche des Ostens, von der südöstlichen Türkei bis zur Mongolei, China und Südindien.
In den Jahren 1993, 2006 und 2007 besuchte und dokumentierte er alle buddhistischen Klöster des Berges Wutai Shan im Nordwesten Chinas.
Von 2013 bis 2019 erforschte er auf sechs Reisen die Kaukasusregion im Hinblick auf eine kommende Publikation zur Geschichte des Kaukasus.